# 里利夫 (肯塔基州)
里利夫（英語：Relief）是位於美國肯塔基州摩根縣的一個非建制地區。

## 地理
里利夫所處的海拔為高於海平面223米（即732英呎），而該地所採用的時區為UTC-5，即北美東部時區（EST）。同時該地設有夏令時間，為UTC-5調快一小時，即UTC-4（EDT）。